# Mont Mirantin

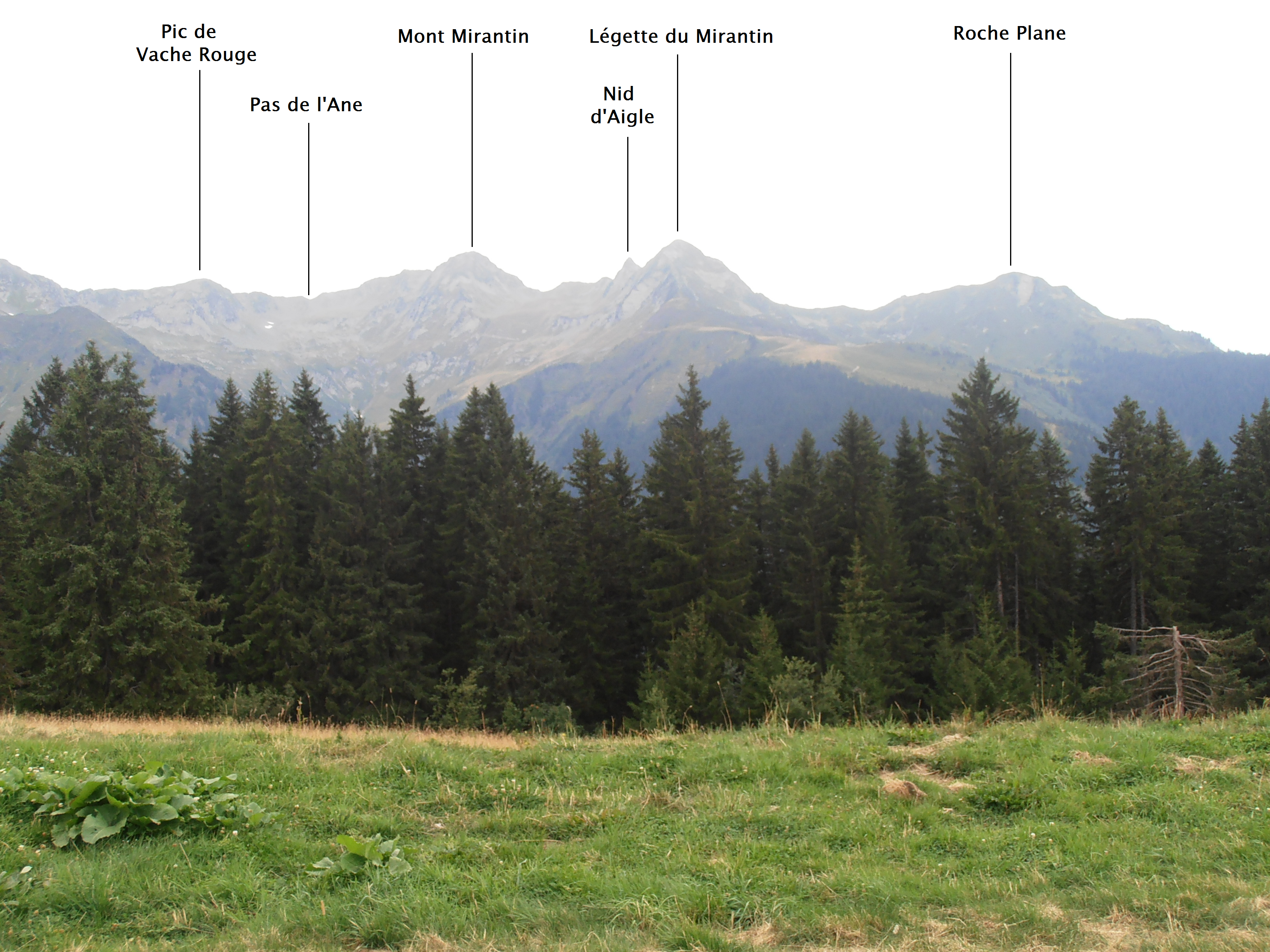
Masyw Mont Mirantin - widok z Plateau de Cuvy

Mont Mirantin – szczyt w Alpach Graickich, części Alp Zachodnich. Leży we wschodniej Francji w regionie Owernia-Rodan-Alpy. Znajduje się w południowo-zachodniej części Masywu Beaufortain.
Położony jest na wschód od Albertville oraz na południowy zachód od Beaufort.
Szczyt jest dostępny dla turystów, jednak prowadzi na niego nieoznakowany szlak z przełęczy Pas de l'Âne.